# Дзержинский сельсовет (Минская область)
Дзержи́нский сельсовет (бел. Дзяржынскі сельсавет) — административно-территориальная единица на территории Дзержинского района Минской области Беларуси. Административный центр — город Дзержинск, который будучи городом районного подчинения, в состав сельсовета не входит.

## Географическая характеристика
Площадь территории сельсовета составляет чуть более 102 км² (10250,23 га), протяженность границ составляет 83863 м. Дзержинский сельсовет расположен в центральной части одноимённого района Минской области. На севере сельсовет граничит с Путчинским и Демидовичским сельсоветами, на востоке — с Фанипольским, на западе — с Боровским сельсоветом, на юге проходит административная граница со Станьковским и Негорельским сельсоветами. Единственным сельсоветом района, с которым не проходит граница Дзержинского сельсовета является Добринёвский. Внутри территории сельсовета расположен город Дзержинск, являющиеся в анклавом внутри сельсовета.
Поверхность центральной части района, где расположен город представляет собой сочетания крупных куполообразных холмов и слоистых понижений, разделяющих их. Чаще всего эти понижения являются ложбинами стока растаявших ледниковых вод. Они сложены песками и галькой. Возвышенности сожского возраста не имеют «живых» озёрных котловин, но глубокое расчленение, разнообразные формы, значительные высоты, делают их привлекательными для туристов. 43 % территории окрестностей города имеют высоту 180—200 м, из них 8 % выше 300 м. Основной и крупнейшей рекой, протекающей по территории региона является Уса, другие протекающие реки — Новосёлка, Карачунка, Нетечка, Перетуть. Большую часть территории сельсовета составляют пахотные и сельскохозяйственные земли, лесной покров составляет всего около 9 % территории.
На территории сельсовета проходит автомагистраль М1E 30 (Брест—Москва), а также железнодорожная трасса того же направления. Другими основными автодорогами сельсовета являются Р1, Р65 (Заславль—Дзержинск—Озеро), Н8385 (Дзержинск—Великое Село).

## История
До создания Дзержинского сельсовета, вся его территория входила в состав Койдановской волости (на 1870 год). Минского уезда Минской губернии. До второго раздела Речи Посполитой в 1793 году волость входила в состав Минского повета Минского воеводства, после — в составе Российской империи.
Во время советско-польской войны, с июля 1919 года по июль 1920 года, местечко Койданово с окретсностями было оккупировано польскими войсками и административно было подчинено Минскому округу Гражданского управления восточных земель. После 1920 года под управлением Койдановского местечкового Совета рабочих, солдатских и крестьянских депутатов. После размежевания советских и польских войск, на «нейтральной зоне» несколько дней существовала так называемая «Койдановская независимая республика».
20 августа 1924 года был из части нынешнего территории сельсовета, был образован Макавчицкий сельсовет с центром в деревне Макавчицы (ныне — часть Дзержинска) в составе Койдановского района Минского округа. 15 марта 1932 года Койдановский район был преобразован в Койдановский национальный польский район (с 29 июня 1932 года — Дзержинский), а 23 марта 1932 года сельсовет был упразднён. После этого был образован Новосёлковский сельсовет с центром в деревне Большие Новосёлки. 31 июля 1937 года национальный польский район был упразднён, а его территория и административные единицы переданы Минскому району. 4 февраля 1939 года сельсовет передан в состав восстановленному Дзержинскому району.

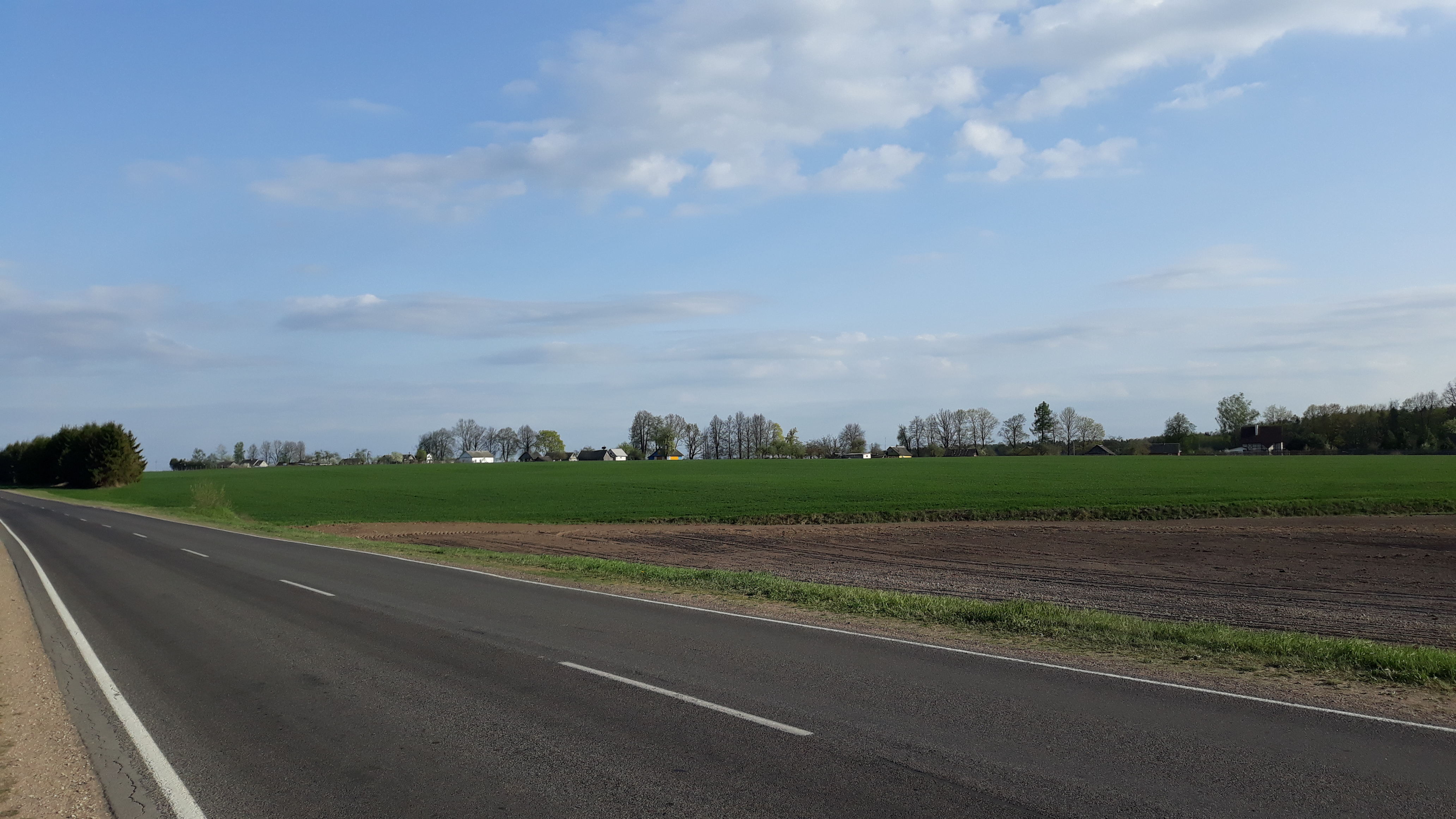
Автодорога, около д. Виноградовка

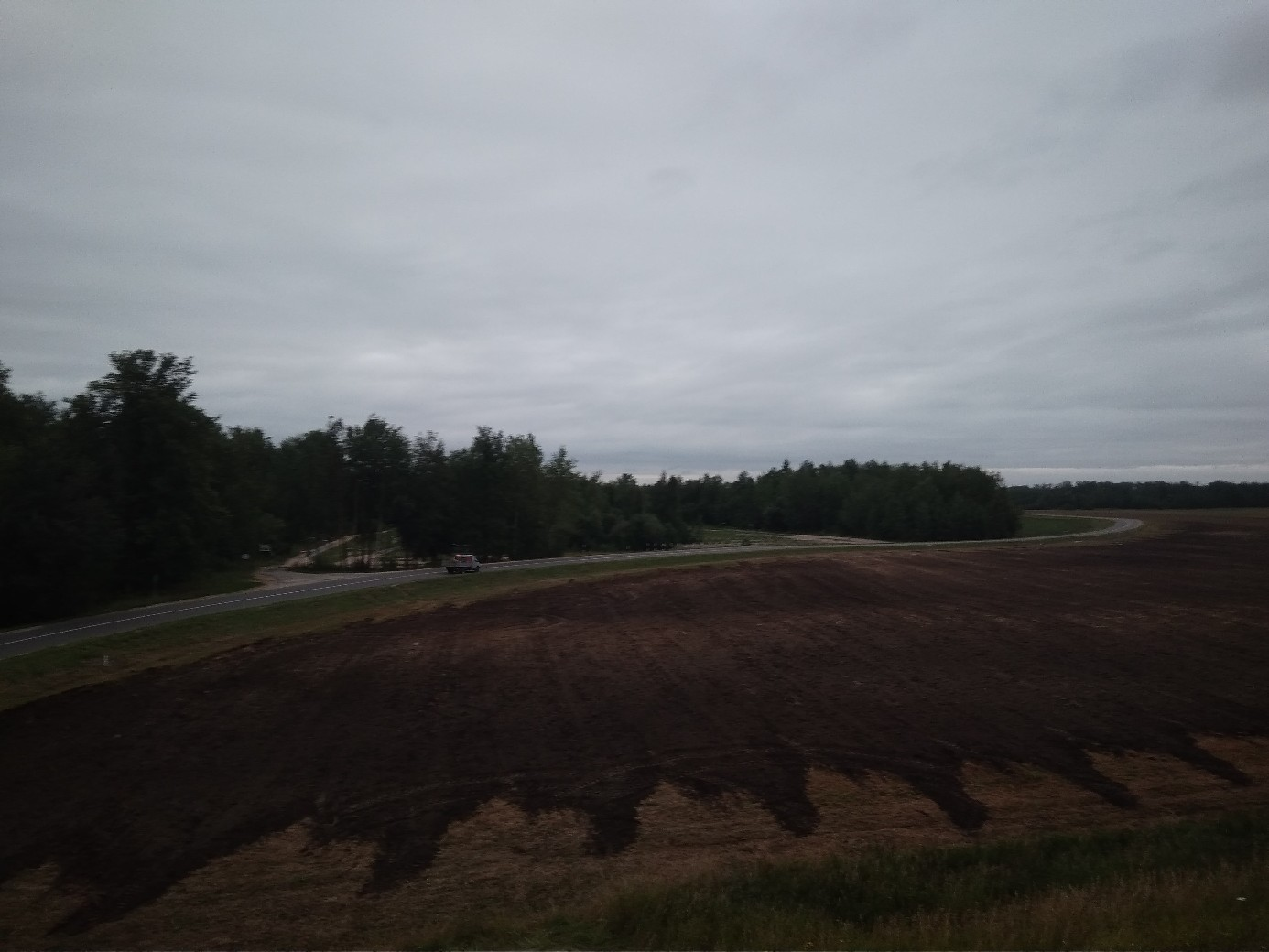
Автодорога (Дзержинск—Клыповщина—Негорелое)

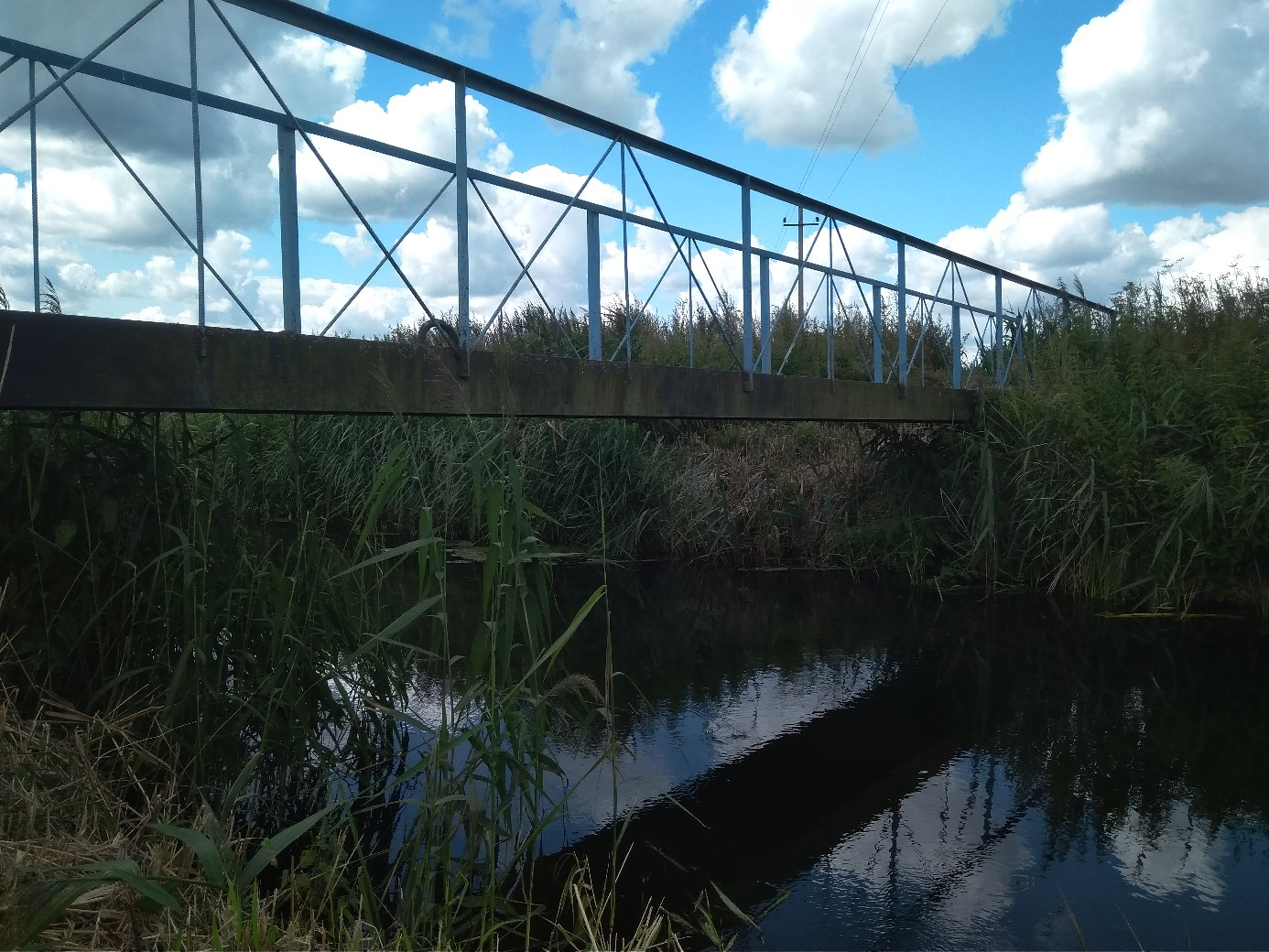
Река Перетуть в Дзержинском сельсовете

Во время немецко-фашистской оккупации, территория сельсовета была подчинена крайсгебиту Минск-ланд гауптгебита Минск (с 1 сентября 1941 года) генерального округа Белорутения рейхскомиссариата Остланд. От захватчиков территория была освобождена 6 июля 1944 года.
16 июля 1954 года был образован Дзержинский сельсовет в составе Дзержинского района Минской области, которому переданы населённые пункты Новосёлковского сельсовета.

## Состав сельсовета
| №   | Название          | (бел. )           | Статус      | Население (2022) |
| --- | ----------------- | ----------------- | ----------- | ---------------- |
| 1.  | Бобровка          | Бобраўка          | деревня     | ↗ 7              |
| 2.  | Большие Новосёлки | Вялікія Навасёлкі | деревня     | ↘ 396            |
| 3.  | Виноградовка      | Вінаградаўка      | деревня     | ↘ 7              |
| 4.  | Городея           | Гарадзея          | деревня     | ↗ 4              |
| −   | Дзержинск         | Дзяржынск         | город       | ↗ 29 863         |
| 5.  | Дягильно          | Дзягільна         | деревня     | ↗ 574            |
| 6.  | Клыповщина        | Клыпаўшчына       | деревня     | ↗ 72             |
| 7.  | Крыловичи         | Крыловічы         | деревня     | → 23             |
| 8.  | Кукшевичи         | Кукшавічы         | деревня     | ↘ 138            |
| 9.  | Лес-Гай           | Лес-Гай           | посёлок     | ↗ 133            |
| 10. | Малиновка         | Малінаўка         | деревня     | ↗ 9              |
| 11. | Малые Новосёлки   | Малыя Навасёлкі   | деревня     | ↘ 110            |
| 12. | Марс              | Марс              | деревня     | → 5              |
| 13. | Невеличи          | Нявелічы          | деревня     | ↘ 248            |
| 14. | Ореховка          | Арэхаўка          | деревня     | ↘ 9              |
| 15. | Петковичи         | Петкавічы         | агрогородок | ↗ 497            |
| 16. | Розовка           | Розаўка           | деревня     | ↗ 27             |
| 17. | Рябиновка         | Рабінаўка         | деревня     | ↗ 9              |
| 18. | Ферма-Гай         | Ферма-Гай         | деревня     | ↘ 144            |
| 19. | Цветково          | Цвяткова          | деревня     | → 17             |
| 20. | Шатилы            | Шацілы            | деревня     | ↗ 170            |
| 21. | Юпитер            | Юпіцер            | посёлок     | ↘ 7              |
| 22. | Ярошовка          | Ярошаўка          | деревня     | ↗ 53             |
| 23. | Ясютевичи         | Ясюцевічы         | деревня     | ↘ 30             |

 административный центр сельсовета

## Население
| Национальный состав населения (на 2009 год) | Национальный состав населения (на 2009 год) | Национальный состав населения (на 2009 год) | Национальный состав населения (на 2009 год) | Национальный состав населения (на 2009 год) |
| Национальность (чел.)                       |                                             |                                             | %                                           |                                             |
| ------------------------------------------- | ------------------------------------------- | ------------------------------------------- | ------------------------------------------- | ------------------------------------------- |
| белорусы — 2 320 чел.                       |                                             |                                             | 91.48 %                                     |                                             |
| русские — 117 чел.                          |                                             |                                             | 4.61 %                                      |                                             |
| поляки — 74 чел.                            |                                             |                                             | 2.92 %                                      |                                             |
| украинцы — 18 чел.                          |                                             |                                             | 0.71 %                                      |                                             |
| другие — 7 чел.                             |                                             |                                             | 0.28 %                                      |                                             |
| всего — 2 536 чел.                          |                                             |                                             | 100.0 %                                     |                                             |

Численность населения — 2 689 человек (на 1 января 2022 года). В сравнении с аналогичным периодом 2020 года, количество жителей увеличилось на 8 человек (+0,03 %). Население Дзержинского сельсовета составляет 3,83 % от численности населения Дзержинского района.
| Численность населения (по годам) | Численность населения (по годам) | Численность населения (по годам) | Численность населения (по годам) | Численность населения (по годам) |
| 1999                             | 2009                             | 2017                             | 2018                             | 2020                             |
| -------------------------------- | -------------------------------- | -------------------------------- | -------------------------------- | -------------------------------- |
| 2615                             | ↘2536                            | ↗2629                            | ↗2680                            | ↗2681                            |
| 2022                             |                                  |                                  |                                  |                                  |
| ↗2689                            |                                  |                                  |                                  |                                  |

## Экономика
- ОАО «Крутогорье – Петковичи»;
- УП «Путчино»;
- КФХ «Казак А.В.»[3];
- КФХ «Лабановский И.И.»;
- КФХ «Саковец В.И.»